# Cuq-Toulza
Cuq-Toulza település Franciaországban, Tarn megyében. Lakosainak száma 709 fő (2022. január 1.). Cuq-Toulza Auriac-sur-Vendinelle, Le Cabanial, Le Faget, Aguts, Algans, Cambon-lès-Lavaur, Lacroisille, Mouzens, Péchaudier és Puylaurens községekkel határos.

## Népesség
A település népességének változása:
| Lakosok száma | 691  | 697  | 714  | 699  | 698  | 698  | 702  | 708  | 709  |
|               | 2013 | 2015 | 2016 | 2017 | 2018 | 2019 | 2020 | 2021 | 2022 |